# Кунзанг Ленчу
Кунзанг Ленчу (англ. Kunzang Lenchu, род. 10 февраля 1992) — бутанская спортсменка (пулевая стрельба из пневматической винтовки).

## Биография
Кунзанг Ленчу родилась 10 февраля 1992 года.
Сотрудник Королевской бутанской полиции. Окончила полицейский учебный центр Jigmeling в городе Гелепху в 2012 году, затем направлена для продолжения обучения в город Пхунчолинг, где происходил отбор в сборную Бутана по стрельбе.
Член сборной Бутана с 2013 года. Её тренирует участница Игр XXX Олимпиады 2012 года в Лондоне Кунзанг Чоден.
Помимо стрельбы, её тренировка включает в себя 45 минут в тренажерном зале и часовой сеанс йоги в культурном центре Неру Вангчук.
21 августа 2016 года Кунзанг Ленчу была знаменосцем сборной Бутана на церемонии закрытия игр XXXI Олимпиады в Рио-де-Жанейро. Это её первые Олимпийские игры.

## Соревнования
| Дата | Место          | Турнир                                                         | Результат | Место |
| ---- | -------------- | -------------------------------------------------------------- | --------- | ----- |
| 2014 | Инчхон         | Летние Азиатские игры 2014                                     | 398.5     | 47    |
| 2014 | Эль-Кувейт     | Чемпионат Азии по стрельбе                                     | 382.6     | 42    |
| 2015 | Нью-Дели       | Чемпионат Азии по стрельбе                                     | 399.0     | 14    |
| 2016 | Нью-Дели       | Азиатский олимпийский квалификационный турнир по стрельбе 2016 | 400.0     | 51    |
| 2016 | Гувахати       | 12-е Южноазиатские игры                                        | 394.3     | 17    |
| 2016 | Рио-де-Жанейро | Игры XXXI Олимпиады                                            | 404.9     | 45    |